# 烏崁天主堂
烏崁天主堂，台灣澎湖縣的天主教教堂，位於馬公市烏崁里，由天主教靈醫會義大利神父羅德信（義大利語：Antonio Crotti）設計兼興建，落成於1965年，屬台灣天主教台南教區之第五總鐸區聖堂，現已荒廢。

## 沿革
1949年國共內戰結束之後，原天主教會在中國大陸地區佈道的神職人員被中國共產黨陸陸續續驅逐出境，不少傳教士輾轉來到台灣各地，義大利天主教靈醫會會士高安修士（義大利語：Marcello Caon）與潘志仁神父（義大利語：Angero Pastro）最先於1953年間進駐澎湖。
靈醫會會士在宣揚天主教教義之餘，因應當時醫療不普及，又因澎湖離島眾多，當地面臨醫療資源缺乏的狀況更為嚴重；1957年間，靈醫會神父羅德信在多方奔走之下，創辦惠民醫院，之後並和澎湖縣各地的衛生所合作，約莫每兩周赴往烏崁、沙港、講美及西嶼等郊區進行巡迴醫療。
1963年，羅德信神父在烏崁成立慕道所，1965年建造烏崁天主堂，附設幼稚園，1966年有64名信眾受洗、80名望教，另收80名稚童。
烏崁天主堂的建築外觀由羅德信神父設計，將聖堂建造成船型樣貌，頗具特色，後因教友人數益減關閉，在1984年至1986年曾出借予惠民啟智中心，後轉賣予私人做工廠使用。
此外，根據《馬公市各里小地名》記載，烏崁天主堂興建的地點乃居民俗稱「埔」的空地，原為烏崁里民共有的牛車和水肥桶置放場。

## 澎湖總鐸區列表

台灣天主教區分佈

2018年司鐸名單與主司聖堂資料。
| 名稱           | 地址                | 司鐸       | 備註                         |
| -------------- | ------------------- | ---------- | ---------------------------- |
| 聖母病人之痊堂 | 馬公市光復路48號    | 裴士俊神父 |                              |
| 烏崁天主堂     | 馬公市烏崁里97-5號  | 無         | 已荒廢。                     |
| 講美天主堂     | 白沙鄉講美村100-1號 | 丁瓊牒神父 | 聖堂建築老舊，已於2017年拆除 |
| 中屯耶穌聖心堂 | 白沙鄉中屯村36號之1 | 丁瓊牒神父 |                              |
| 華福天主堂     | 湖西鄉沙港村        | 丁瓊牒神父 |                              |
| 聖母聖心堂     | 湖西鄉湖西村143-1號 | 裴士俊神父 |                              |

## 圖輯

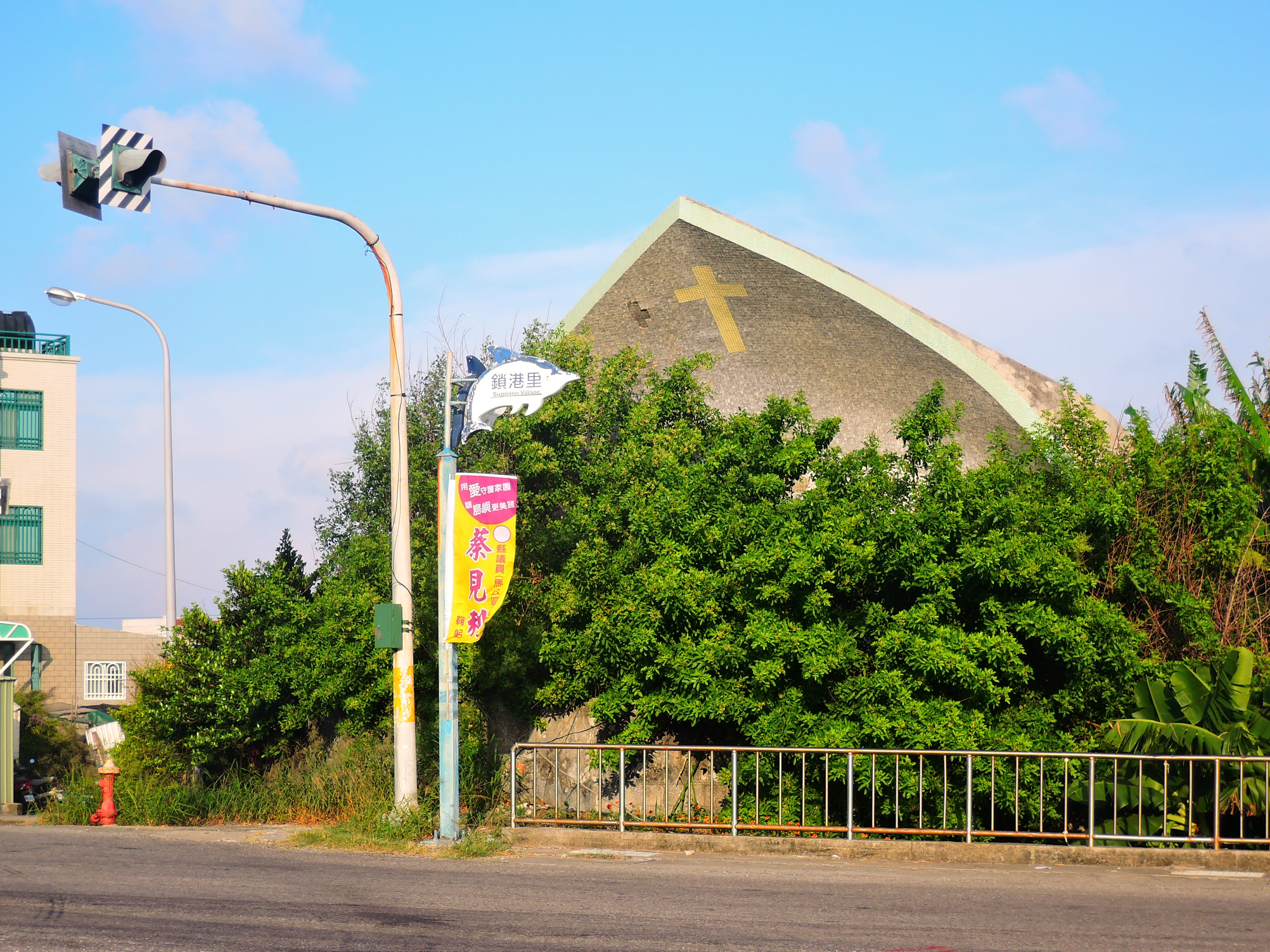
澎25鄉道旁的烏崁天主堂
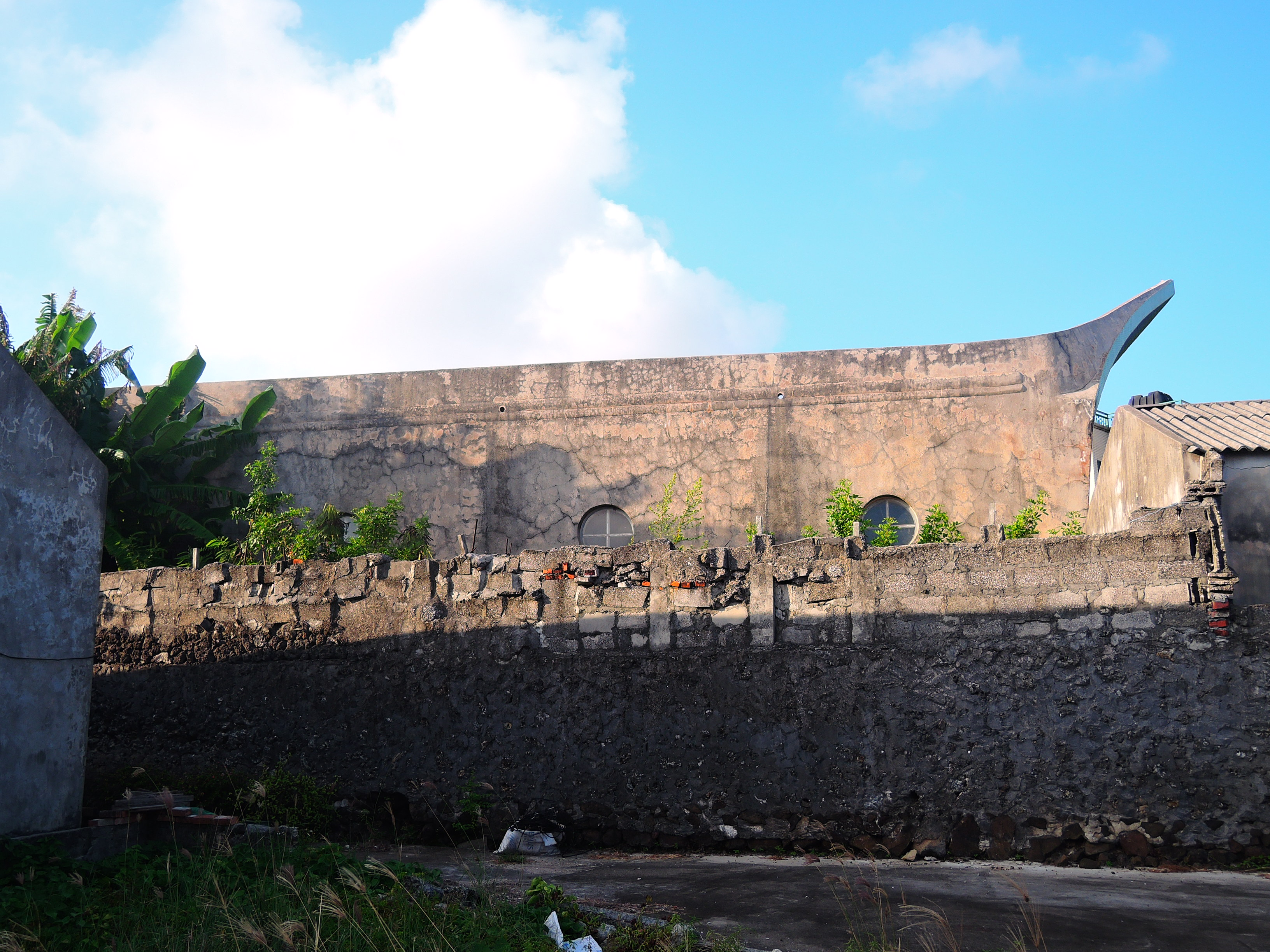
船型天主堂建築
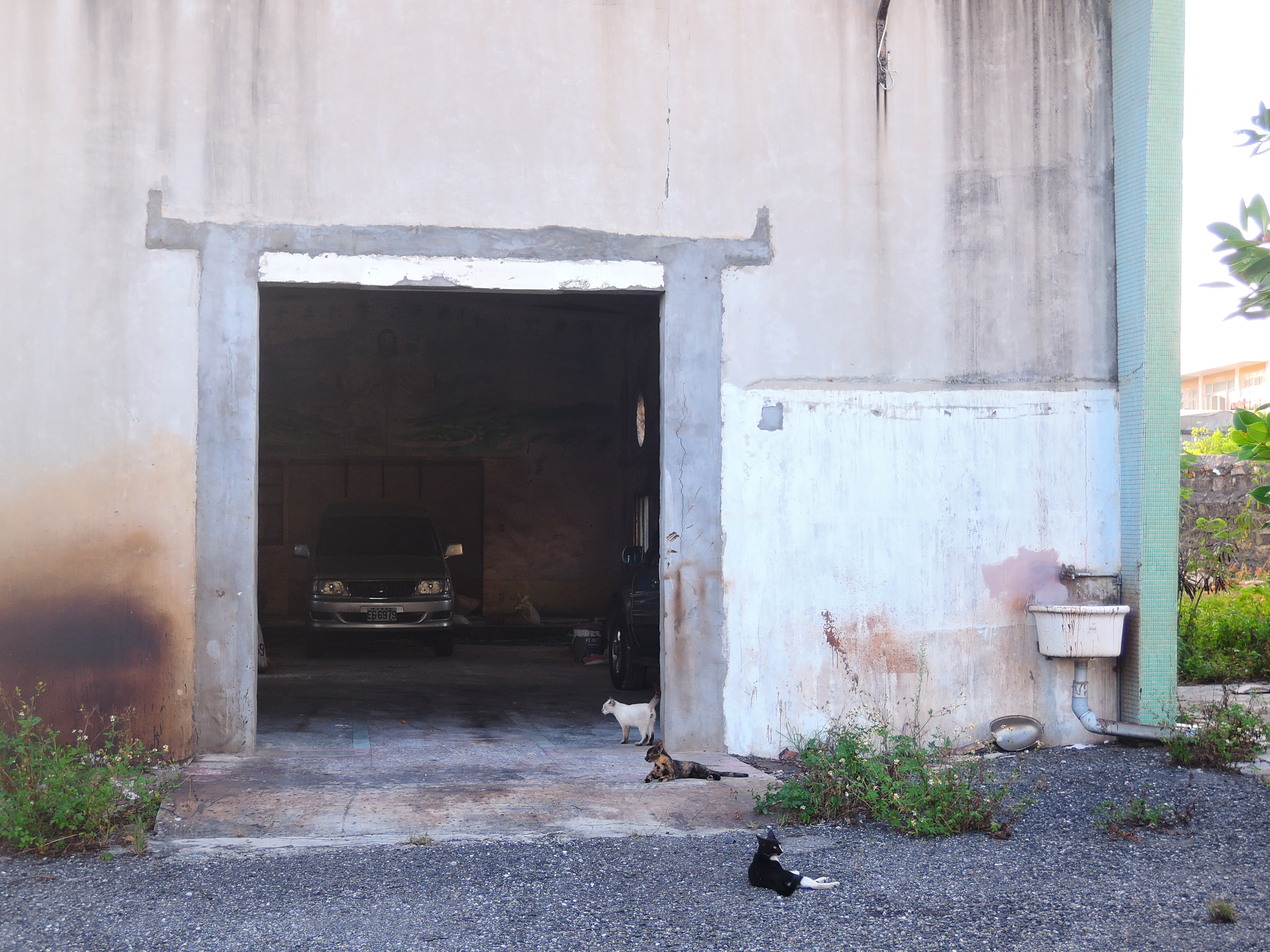
入口暨廣場
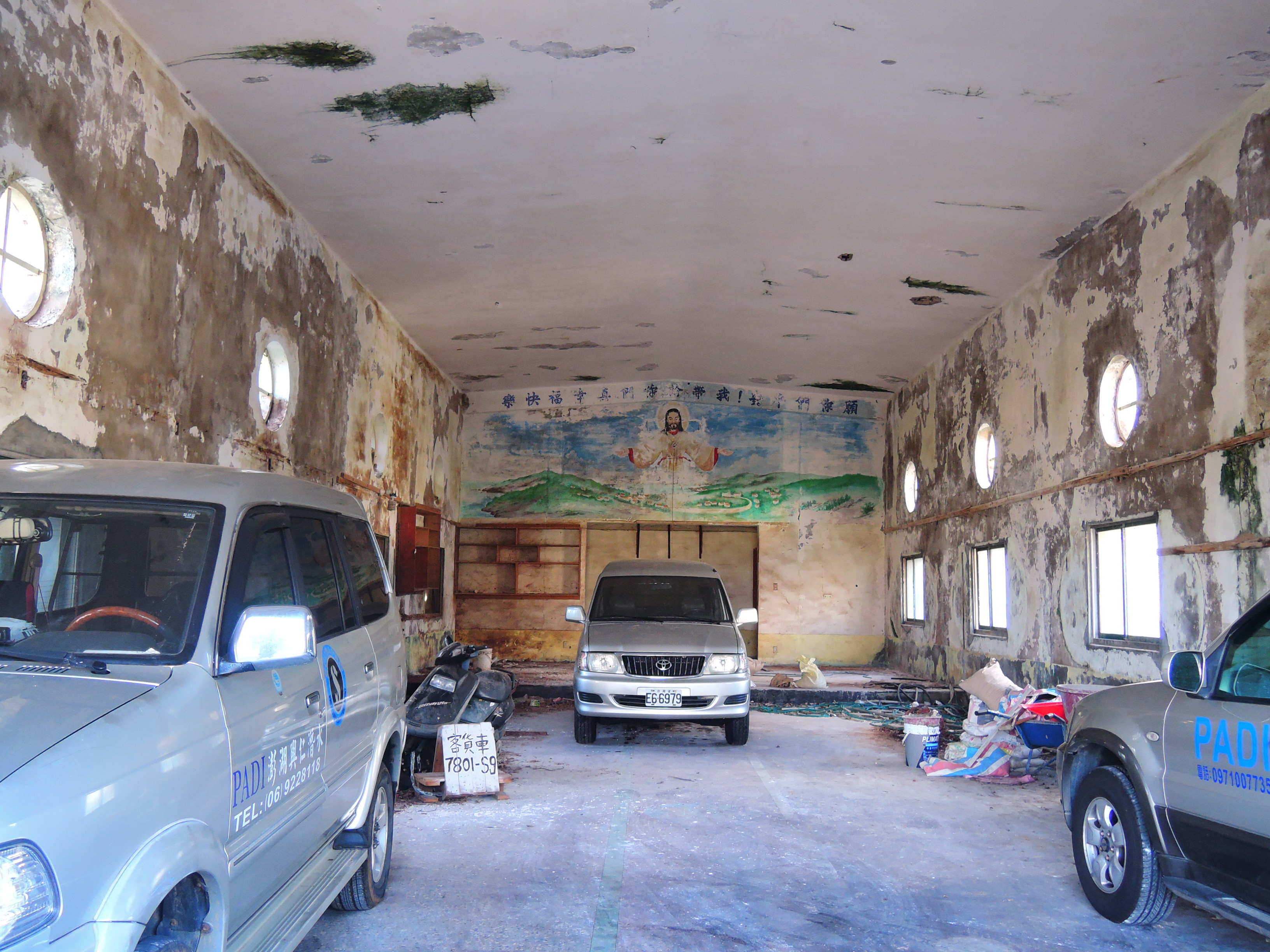
教堂內部（居民停車場）
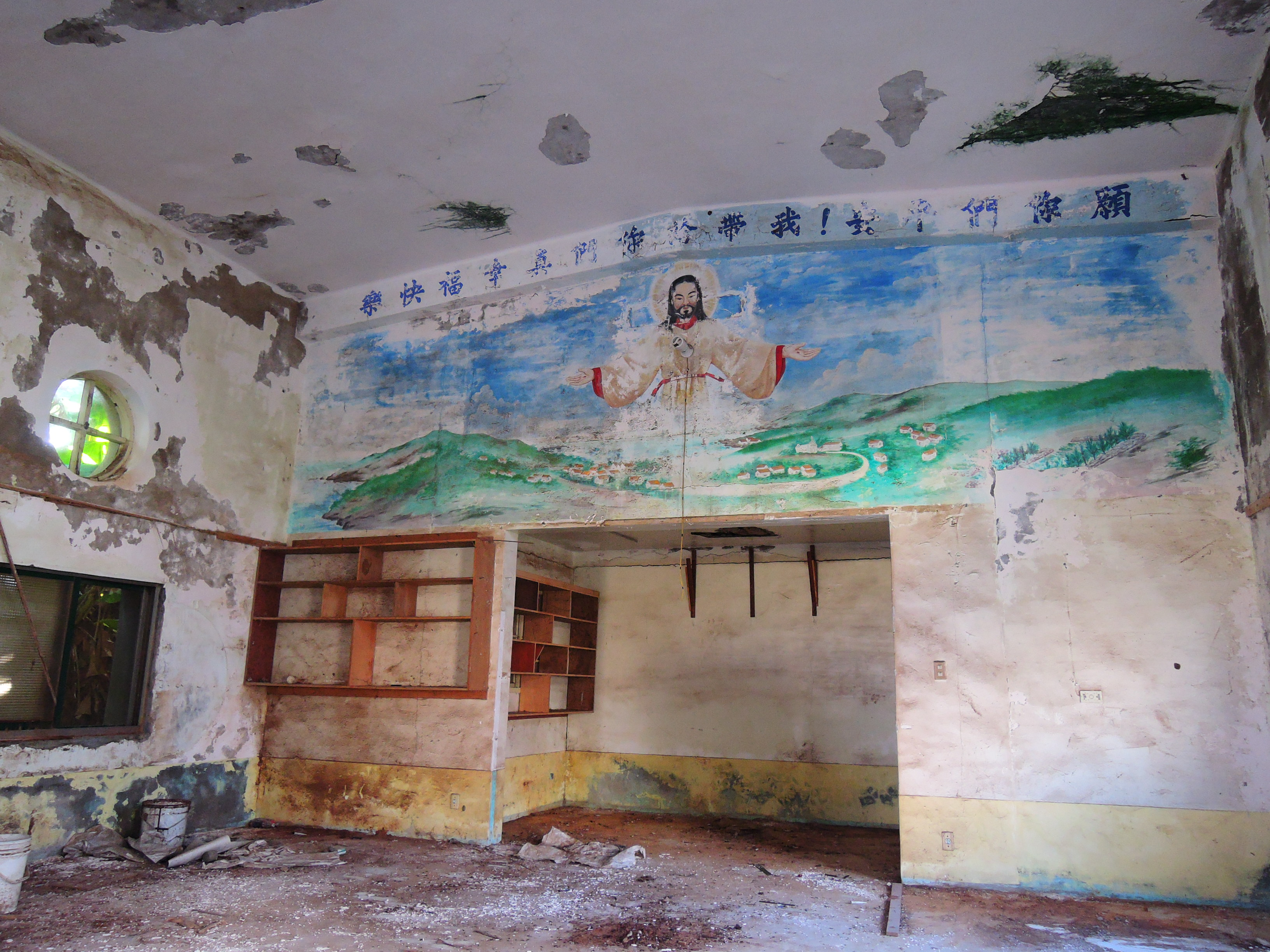
荒廢的宣講台